# Krążowniki ciężkie typu Tone
Krążowniki typu Tone – japońskie krążowniki ciężkie z okresu II wojny światowej. Dla Japońskiej Cesarskiej Marynarki Wojennej zbudowano dwa okręty tego typu, które zostały zatopione podczas walk na Pacyfiku.

## Projekt i budowa
Początkowo okręty planowano zbudować jako kolejne jednostki typu Mogami. Środki na ich budowę zostały wydzielone z budżetu marynarki wojennej za rok 1932. Okręty miały powstać w stoczni Mitsubishi w Nagasaki. Wycofanie się Japonii z ograniczeń zbrojeniowych, które narzucał traktat londyński, spowodowało możliwość wprowadzenia znacznych zmian w projekcie. W stosunku do wcześniejszych konstrukcji zmianie uległo przeznaczenie nowych okrętów. Dzięki zwiększonej liczbie wodnosamolotów miały one prowadzić głównie dalekie rozpoznanie dla grup lotniskowców. W tej roli „Tone” i „Chikuma” operowały głównie w parze .
Nowe okręty otrzymały jako główne uzbrojenie działa kalibru 203 mm, umieszczone w czterech dwudziałowych wieżach umieszczonych przed nadbudówką. Tylna część kadłuba za nadbudówką została wykorzystana jako miejsce do przechowywania i startów wodnosamolotów. Kadłub „Tone”, podobnie jak krążowników typu Mogami, został zbudowany z wykorzystaniem techniki spawania. Ponieważ była to jeszcze niedopracowana technologia, w „Chikumie” powrócono do sprawdzonej techniki budowy kadłuba za pomocą nitowania.

## Służba
Po wejściu do służby okręty tymczasowo weszły w skład 6. Dywizjonu Krążowników (6 Sentai), a następnie od listopada 1939 roku w skład 8. Dywizjonu Krążowników. Jednostka ta zapewniała dalekie rozpoznanie lotnicze zespołom lotniskowców i w tej roli okręty wzięły udział w większości dużych operacji z wykorzystaniem japońskich lotniskowców. Począwszy od ataku na Pearl Harbor 7 grudnia 1941 roku, przez bitwę pod Midway 4 czerwca 1942 roku, skończywszy na bitwie o Leyte w październiku 1944 roku, podczas której doznały poważnych uszkodzeń, w wyniku których zatonął „Chikuma”. „Tone” zatonął w lipcu 1945 w wyniku nalotu na Kure .

## Okręty
| Nazwa   | Stocznia             | Rozpoczęcie budowy | Data wodowania | Wejście do służby | Los okrętu                     |
| ------- | -------------------- | ------------------ | -------------- | ----------------- | ------------------------------ |
| Tone    | Mitsubishi, Nagasaki | 01.12.1934         | 21.11.1937     | 20.10.1938        | Zatopiony 24 lipca 1945        |
| Chikuma | Mitsubishi, Nagasaki | 01.10.1935         | 19.03.1938     | 20.05.1939        | Zatopiony 25 października 1944 |